# Liste der ORF-1-Sendungen

Logo von ORF 1

Die Liste der ORF-1-Sendungen stellt eine Auswahl an Sendungen dar, die auf ORF 1 laufen oder in der Vergangenheit ausgestrahlt wurden.

## Information
- ZIB 1
- ZIB 18 (eingestellt)
- ZIB 20 (eingestellt)
- ZIB Flash (ehemals Newsflash)
- Magazin 1 (eingestellt)

Logo der Zeit im Bild

- ZIB 3 (bis 2023 ZIB Nacht, bis 2019 ZIB 24)
- ZIB Magazin

## Kultur, Geschichte und High Society
- Sendung ohne Namen (eingestellt)
- szene (eingestellt)
- Seitenblicke (jetzt auf ORF 2)
- orf.music.night (eingestellt)
- Karlsplatz (eingestellt)
- CHILI – Society mit Dominic Heinzl (eingestellt)

## Jugend und Popkultur
- Ohne Maulkorb (eingestellt)
- Okay (eingestellt)
- X-Large (Nachfolgesendung von Okay, eingestellt)
- Wickie, Slime & Paiper (eingestellt)

## Infotainment
- wie bitte? (eingestellt)
- 25 – Das Magazin (eingestellt)
- Backstage – Scharf & Exklusiv (eingestellt)

## Kochshows

### Eigenproduktionen
- Schmeckt perfekt (heute auf ORF 2)
- Meine Mama kocht besser als deine! (2018)
- Rat mal, wer zum Essen kommt (eingestellt)
- Silent Cooking (eingestellt)
- Wild Cooking (eingestellt)

### Fremdproduktionen
- Jamie-Oliver-Shows

## Wissenschaft und Technik
- Modern Times (eingestellt)
- Newton – Neues aus der Welt der Wissenschaft

## Show

### Eigenproduktionen
- Österreichs schlechteste Autofahrer (eingestellt)
- Was gibt es Neues?
- Dancing Stars
- Eurovision Song Contest – Wer singt für Österreich?
- Dorfers Donnerstalk (eingestellt)
- Starmania (eingestellt)
- Taxi Orange (eingestellt)
- Phettbergs Nette Leit Show (eingestellt)
- Die Millionenshow (mittlerweile auf ORF 2)
- Expedition Österreich (eingestellt)
- Donnerstag Nacht (seit Herbst 2012 DIE.NACHT)
- Echt fett (eingestellt)
- Die liebe Familie (eingestellt)
- 13 (eingestellt)
- Musical! Die Show (eingestellt)
- Willkommen Österreich
- 1 gegen 100 (eingestellt)
- Österreich wählt
- Echt jetzt?! (2017)
- Zur Hölle damit! (2018)
- Great Moments – 60 Jahre ORF (2015)
- Herzblatt (Fernsehsendung) (eingestellt)
- Die Überflieger (eingestellt)
- Expedition Robinson (eingestellt)
- Tohuwabohu (eingestellt)
- Streetlive (eingestellt)
- Helden von Morgen (eingestellt)
- Die große Chance
- Die große Comedy Chance
- Keine Chance – Die Stermann gegen Grissemann Show (eingestellt)
- Hast du Nerven? (eingestellt)
- Auf Wieder-Sehen Österreich (eingestellt)
- Gute Nacht Österreich

### Fremdproduktionen
- Domino Day (wird nicht mehr produziert)
- Eurovision Song Contest (2015: Eigenproduktion)
- Ich weiß alles! (Eurovisionssendung mit ARD und SRF)
- Klein gegen Groß – Das unglaubliche Duell (Eurovisionssendung mit ARD)
- Spiel für dein Land – Das größte Quiz Europas (Eurovisionssendung mit ARD und SRF) (eingestellt)
- Verstehen Sie Spaß? (Eurovisionssendung mit ARD)
- Wetten, dass …? (eingestellt, Eurovision mit ZDF und SRF, wenn in Österreich Eigenproduktion, gelegentlich auf ORF 2)

## Serien

### Eigenproduktionen
- CopStories (2013–2019)
- Schnell ermittelt
- SOKO Donau
- SOKO Kitzbühel
- Vier Frauen und ein Todesfall
- Vorstadtweiber
- Walking on Sunshine
- Arme Millionäre (eingestellt)
- Die Lottosieger (eingestellt)
- Doctor’s Diary (eingestellt)
- Ein echter Wiener geht nicht unter (eingestellt)
- Janus (eingestellt)
- Kaisermühlen Blues (eingestellt)
- Kommissar Rex (bis 2008, jetzt in Italien; Wiederholungen jetzt auf ORF 2)
- Kottan ermittelt (eingestellt)
- Kupetzky (eingestellt)
- MA 2412 (eingestellt)
- Medicopter 117 – Jedes Leben zählt (eingestellt)
- Mitten im 8en (eingestellt)
- Wiener Blut – Die 3 von 144 (eingestellt)
- Wischen ist Macht

### Fremdproduktionen

#### Soap und Telenovela
- Eine wie keine (eingestellt)
- Anna und die Liebe (eingestellt)

#### Drama
- Gilmore Girls
- Grey’s Anatomy
- Dawson’s Creek
- Everwood
- Instant Star
- Desperate Housewives
- Eine himmlische Familie
- Dr. House
- O.C., California
- Emergency Room – Die Notaufnahme
- Rescue Me
- Brothers & Sisters
- Felicity
- What About Brian
- Men in Trees
- Weeds – Kleine Deals unter Nachbarn
- Private Practice
- The Best Years
- Californication
- Breaking Bad
- Beverly Hills, 90210
- Melrose Place
- Gossip Girl
- The Best Years: Auf eigenen Füßen
- 90210
- Jane the Virgin
- Baywatch – Die Rettungsschwimmer von Malibu (eingestellt)

#### Krimi
- Der Bulle von Tölz (eingestellt, heute auf ORF 2)
- Columbo
- CSI: Den Tätern auf der Spur (eingestellt)
- CSI: Miami (eingestellt)
- CSI: NY (eingestellt)
- Monk
- Las Vegas
- Without a Trace – Spurlos verschwunden
- Cold Case – Kein Opfer ist je vergessen
- Alarm für Cobra 11 – Die Autobahnpolizei (wird nicht mehr ausgestrahlt)
- Stadt, Land, Mord!
- Navy CIS
- Close to Home
- Criminal Intent – Verbrechen im Visier
- Dexter
- Der Pfundskerl
- Pfarrer Braun (eingestellt, später auf ORF 2)
- Trautmann
- Damages – Im Netz der Macht
- Kidnapped – 13 Tage Hoffnung
- The Closer
- The Mentalist
- Life
- Flashpoint – Das Spezialkommando
- House of Cards

#### Sitcom und Comedy
- The Big Bang Theory
- Jim hat immer Recht (wird nicht mehr ausgestrahlt)
- Sabrina – Total Verhext! (wird nicht mehr ausgestrahlt)
- Hallo Holly (eingestellt)
- Die Simpsons (bis 2001 im Kinderprogramm)
- Malcolm mittendrin (eingestellt)
- Full House (wird nicht mehr ausgestrahlt)
- Eine schrecklich nette Familie (wird nicht mehr ausgestrahlt)
- Two and a Half Men
- How I Met Your Mother
- Friends (wird nicht mehr ausgestrahlt)
- Samantha Who? (wird nicht mehr ausgestrahlt)
- Bezaubernde Jeannie (eingestellt)
- Scrubs – Die Anfänger
- Little Britain (eingestellt)
- New Girl
- Shameless
- Shit! My Dad Says (eingestellt)
- Alle hassen Chris
- What's up, Dad?
- The Middle

#### Mystery
- Charmed – Zauberhafte Hexen (wird nicht mehr ausgestrahlt)
- Smallville (wird nicht mehr ausgestrahlt)
- Ghost Whisperer – Stimmen aus dem Jenseits (eingestellt)
- Hercules (wird nicht mehr ausgestrahlt)
- Supernatural (eingestellt)
- FlashForward (eingestellt)
- Roswell

## Sport
- Das Match (eingestellt)
- Sport am Sonntag
- Fußball
- Sport-Bild
- Live-Übertragungen z. B. Ski Alpin, Olympische Sommer- oder Winterspiele, FIFA-WM …
- Formel-1-Motorhome

## KinderprogrammOkidoki(vormalsConfetti TiVi)

Das Logo von okidoki

Logo von Confetti Tivi

### Eigenproduktionen
- 1, 2 oder 3 (gemeinsam mit ZDF)
- Am dam des (eingestellt)
- Hallo Okidoki (ehemals Alles Okidoki)
- Die Rätsel des Pharao (eingestellt)
- Forscherexpress (eingestellt)
- Freddy und die wilden Käfer
- Freddys Freunde
- Helmi
- Kiddy Contest (jetzt auf Puls 4)
- Miniversum (eingestellt)
- Servus Kasperl
- Saugut inklusive Spin-Off-Sendungen
  - Franz Ferdinand (Nachfolgetitel, Samstags)
  - Piratenfunk Franz Ferdinand (seit 2011, Sonntags)
  - Franz Ferdinand Adventkalender (erstmals 2011)[1]
- Tom Turbo Detektivclub
- Voll Stark (eingestellt)
- Vorsicht Goldfisch (eingestellt)
- WWW (eingestellt)

### Fremdproduktionen
- Art Attack (wird nicht mehr ausgestrahlt)
- Das Haus Anubis (wird nicht mehr ausgestrahlt)
- Victorious (wird nicht mehr ausgestrahlt)
- Shake It Up – Tanzen ist alles (wird nicht mehr ausgestrahlt)
- Finger Tips (eingestellt)
- Confetti Town (nur in Confetti TiVi)
- Hotel Zack & Cody (wird nicht mehr ausgestrahlt)
- Kim Possible (wird nicht mehr ausgestrahlt)
- American Dragon (wird nicht mehr ausgestrahlt)
- Hannah Montana (wird nicht mehr ausgestrahlt)
- Dragon Hunters – Die Drachenjäger (wird nicht mehr ausgestrahlt)
- Dragonball (wird nicht mehr ausgestrahlt)
- Flipper und Lopaka
- Teletubbies (wird nicht mehr ausgestrahlt)
- Meine peinlichen Eltern (wird nicht mehr ausgestrahlt)
- H2O – Plötzlich Meerjungfrau (wird nicht mehr ausgestrahlt)
- Trollz (wird nicht mehr ausgestrahlt)
- Doktor Hund (wird nicht mehr ausgestrahlt)
- Tabaluga (wird nicht mehr ausgestrahlt)
- Die Schlümpfe (wird nicht mehr ausgestrahlt)
- Robo Roach (wird nicht mehr ausgestrahlt)
- Fix und Foxi (wird nicht mehr ausgestrahlt)
- Alice im Wunderland
- Die Biene Maja (im Auftrage von ORF und ZDF in Japan produziert, Neuauflage 2013)
- Pinocchio (im Auftrage von ORF und ZDF in Japan produziert) (eingestellt)
- Wickie und die starken Männer (im Auftrage von ORF und ZDF in Japan produziert, Neuauflage 2014) (eingestellt)
- Wunderbare Reise des kleinen Nils Holgersson mit den Wildgänsen